# Atletismo nos Jogos Mundiais Militares de 2011 - Arremesso de peso masculino
A competição do arremesso de peso masculino nos Jogos Mundiais Militares de 2011 aconteceu no dia 23 de julho no Estádio Olímpico João Havelange.

## Medalhistas[1]
| Ouro   | UKR Andrii Semenov   |
| Prata  | GER Candy Arnd Bauer |
| Bronze | BLR Andrei Siniakou  |

## Final[1]
| Pos.              | Atleta                  | País                   | Tempo | Notas |
| ----------------- | ----------------------- | ---------------------- | ----- | ----- |
| Medalha de ouro   | Andrii Semenov          | Ucrânia                | 20.02 | CR    |
| Medalha de prata  | Candy Arnd Bauer        | Alemanha               | 19.14 |       |
| Medalha de bronze | Andrei Siniakou         | Bielorrússia           | 18.10 |       |
| 4                 | Khaled Al-Suwaidi       | Catar                  | 17.69 |       |
| 5                 | Shihao Zuo              | China                  | 17.28 |       |
| 6                 | Badri Obeid             | Líbano                 | 16.94 |       |
| 7                 | Jesus Parejo            | Venezuela              | 16.69 |       |
| 8                 | Musab Momani            | Jordânia               | 16.61 |       |
| 9                 | Stephane Szuster        | França                 | 16.04 |       |
| 10                | Kidallah Khalid         | Arábia Saudita         | 15.79 |       |
| 11                | Mohammed Abdulqadri     | Arábia Saudita         | 15.58 |       |
| 12                | Moussa Issa Diarra      | Mali                   | 15.41 |       |
| 13                | Lukas Jost              | Suíça                  | 15.18 |       |
| 14                | Ashraf Ali              | Paquistão              | 15.11 |       |
| 15                | Rashid Almeqbaali       | Emirados Árabes Unidos | 15.05 |       |
| 16                | Oleksii Semenov         | Ucrânia                | 14.70 |       |
| 17                | Adama Camara            | Senegal                | 13.47 |       |
| 18                | Jorge Luis Chacon Bueno | Colômbia               | 13.31 |       |
|                   | Essowounamondom Tchalim | Togo                   | DNS   |       |